# Mein heimliches Auge
Mein heimliches Auge – Das Jahrbuch der Erotik heißt eine Serie von Bildbänden, die jährlich beim konkursbuch Verlag Claudia Gehrke in Tübingen erscheint. Herausgeber sind Claudia Gehrke und Uve Schmidt.

## Inhalt
Das Thema der Reihe ist „Multisexuelle Erotik in Wort und Bild“. Publiziert werden erotische Bilder, Malerei, Kunst- und Privatfotografie sowie Texte, darunter Essays, Erzählungen, Gedichte und Gespräche, zu den Themen Sexualität und Erotik. Zu den Fotografen gehören unter anderem Thomas Karsten. Auch Leser können sich mit Einsendungen für die Auswahl des jeweils nächsten Bandes bewerben.

## Bände
Der erste Band unter diesem Titel erschien 1982, der zweite 1985. Ab der Nummer IV wurden „kleine thematische Schwerpunkte“ gesetzt:
- Nr. IV: Geschlechtertausch
- Nr. V (1990): Jenseits der Geschlechter
- Nr. VI: Sex & Politik
- Nr. VII (1992): Lust an der Zeugung
- Nr. VIII: Sexuelles Lernen
- Nr. IX: Das Zittern vor einer erotischen Begegnung, Unsicherheiten …
- Nr. X: Was passiert in langjährigen Liebesgeschichten …
- Nr. XI (1996): Attraktion. Was ist das, das uns anzieht, das immer wieder erotisches Erleben losgehen läßt … Schönheit, Verführung, oder etwas „Animalisches“ …
- Nr. XII: Grenzüberschreitungen
- Nr. XIII: (Selbst-)Zensur
- Nr. XIV: „Der ‚große‘ Orgasmus“
- Nr. XVI: Sehnsucht nach Romantik
- Nr. XVII: Anfänge der Lust (Schuld und Scham, Verbot und Überschreitung, männliche und weibliche „Anfänge“ …)
- Nr. XVIII: Was erregt – Erinnerungen und Gegenwart?
- Nr. XIX: Die große Liebe

## Pornographie-Prozess
Ein 1995 gegen einen Band von Mein heimliches Auge angestrengter Prozess wegen angeblicher Pornographie endete 1999 mit einem Freispruch der Verlegerin. Auch gegen die Vertriebsgesellschaft von pro familia gab es Strafanzeigen, in deren Folge pro familia den Vertrieb 1996 einstellte. Hans Langendörfer, Sekretär der Deutschen Bischofskonferenz, äußerte sich zu den Jahrbüchern: „Solche Schmutzwerke tragen dazu bei, jedwede Hemmschwelle im sexuellen Bereich zu beseitigen.“ Die Bundesprüfstelle kam zu dem Ergebnis, dass die Reihe nicht jugendaffin sei, da sie Jugendliche wegen ihrer Komplexität nicht anspreche.